# Libertad González Nogales
Libertad González Nogales (Zafra, 1934-12 de abril de 2023) fue una activista por la memoria histórica, hija de un político socialista represaliado por la dictadura de Franco y presidenta hasta su fallecimiento de la Asociación para la Recuperación de la Memoria Histórica de Zafra.

## Biografía
Hija de José González Barrero, alcalde de Zafra durante la Segunda República Española y empresario hostelero conocido también por su militancia socialista y por varios sucesos que lo llevaron a la cárcel durante su mandato.
Con la llegada de las tropas del general golpista Castejón a Zafra en agosto de 1936, Libertad y su madre huyeron a Fregenal de la Sierra, localidad de procedencia de su madre, y de ahí posteriormente a Madrid, mientras que su padre engrosaba las tropas republicanas. Al acabar la Guerra Civil, José fue apresado y enviado al campo de concentración de Castuera en Badajoz, donde fue fusilado de forma extrajudicial  a finales del mes de abril de 1939.
Tras su vuelta a Zafra, y ya jubilada, Libertad se dedicó casi íntegramente a recuperar la memoria y la dignidad de su padre y a participar en actividades de diversas asociaciones de recuperación de la memoria. Fue una de las fundadoras de la Asociación para la Recuperación de la Memoria Histórica de Extremadura en 2002, y al año siguiente, promovió la creación en Zafra de la Asociación para la Recuperación de la Memoria Histórica 'José González Barrero', que ha presidido desde entonces hasta su fallecimiento.
En 2009 recibió el primer reconocimiento oficial de reparación personal a una víctima de la represión franquista en Extremadura, declaración otorgada por el Ministerio de Justicia español y de carácter meramente simbólica.
Libertad falleció a los 89 años, el 12 de abril de 2023, en su casa de Zafra, desde la que podía ver todos los días la estatua erigida en Zafra a la memoria de su padre, cuyos restos no han sido recuperados hasta la fecha.
Libertad se ha convertido en uno de los símbolos del movimiento por la recuperación de la memoria de España.